# Aggro Ansage Nr.2
Aggro Ansage Nr.2 jest drugą z części składanek wydawanych przez wytwórnię Aggro Berlin. Na płycie możemy usłyszeć: Bushido, Fler, Sido, B-Tight (Alles Ist Die Sekte). Do utworu Aggro Teil.2 został nakręcony teledysk, który mogliśmy oglądać między innymi na MTV czy Vive. Dzięki dobrej promocji albumu marka Aggro została jedną z najbardziej rozpoznawalnych wytwórni w Niemczech. Płyta została zakazana przez rząd z powodu zbyt wulgarnych tekstów.

## Aggro Ansage Nr.2
1. Aggroberlin	- Intro Teil 2	1.12
2. Bushido, Sido, B-Tight	- Aggro Teil.2	3.41
3. A.i.d.S.	- Westberlin (Koka rmx)	3.20
4. Aggroberlin	- Flaschenskit	0.44
5. Sido	- Relax	3.49
6. Bushido	- Pussy	4.00
7. Sonny Black & Frank White	- Payback Skit	0.26
8. Sonny Black & Frank White	- Heavy Metal Payback	4.30
9. B-Tight	- Psycho Skitzo	0.35
10. B-Tight	- Psycho Neger B!	3.00
11. Aggroberlin	- Aggroberlin ist Live hart Skit	0.17
12. Sonny Black & Frank White	- Zukunft (Electroghetto Rmx)	5.11